# Дынников, Иван Алексеевич
Ива́н Алексе́евич Ды́нников (род. 25 марта 1971) — российский учёный-математик (специализация: геометрия и топология), доктор физико-математических наук (2006), профессор РАН (2016). Ведущий научный сотрудник МИАНа, профессор МГУ.

## Биография
Родился в 1971 году в семье учёных — Алексея Ивановича и Галины Яковлевны Дынниковых, много лет работавших в ЦАГИ и в вузах Москвы.
Окончил механико-математический факультет МГУ (1992), ученик Новикова С.П.
Кандидат наук (1996, тема диссертации: «Одномерные слоения на периодических поверхностях в R3»). Доктор физико-математических наук (2007, тема докторской диссертации «Новый подход к классификации зацеплений и алгоритмическому распознаванию тривиального узла»). Доцент (2002). Профессор РАН (2016).
Трудовая деятельность:
- Математический институт имени В. А. Стеклова РАН (МИАН), ныне ведущий научный сотрудник;
- (с 1 марта 1993, по совместительству) Московский государственный университет имени М. В. Ломоносова, механико-математический факультет, с 2007 профессор кафедры высшей геометрии и топологии.

## Профессиональные результаты
Основные темы научной работы И. А. Дынникова: маломерная топология, динамические системы, математическая физика. При его участии:
- построен алгоритм монотонного упрощения для распознавания тривиального узла;
- доказана гипотеза Джонса (совместно с М. В. Прасоловым);
- решена задача С. П. Новикова о плоских сечениях 3-периодических поверхностей;
- построен новый дискретный аналог комплексной структуры на плоскости (совместно с С. П. Новиковым).

Дынников предложил изящный способ кодирования узлов и зацеплений — трёхстраничное книжное вложение.
И. А. Дынников читает в МГУ курсы:

«Дифференциальная геометрия. Связности в векторных расслоениях», «Дифференциальная геометрия. Вариационные задачи», «Дополнительные главы линейной алгебры», «Алгоритмические задачи в маломерной топологии», «Слоения с инвариантной трансверсальной мерой на поверхностях».

## Научные и методические публикации
Научные публикации:
- P. Dehornoy, I. Dynnikov, D. Rolfsen, B. Wiest, Ordering braids, Mathematical Surveys and Monographs, 148, American Mathematical Society, Providence, RI, 2008, x+323 pp.
- I. Dynnikov, «Arc-presentations of links: monotonic simplification», Fund. Math., 190 (2006), 29-76
- И. А. Дынников, «Конечно определенные группы и полугруппы в теории узлов», Труды МИАН, 231, 2000, 231—248
- И. А. Дынников, «Геометрия зон устойчивости в задаче С. П. Новикова о полуклассическом движении электрона», Успехи математических наук (УМН), 54:1 (1999), 21-60
- С. П. Новиков, И. А. Дынников, «Дискретные спектральные симметрии маломерных дифференциальных операторов и разностных операторов на правильных решетках и двумерных многообразиях», УМН, 52:5 (1997), 175—234.

Учебные пособия:
- 2016 Сборник задач по аналитической геометрии и линейной алгебре. Смирнов Ю.М., Алания Л.А., Гусейн-Заде С.М., Дынников И.А., Мануйлов В.М., Миллионщиков Д.В., Мищенко А.С., Морозова Е.А., Панов Т.Е., Постников М.М., Скляренко Е.Г., Троицкий Е.В. МЦНМО Москва, ISBN 978-5-4439-1003-1, 392 с.
- 2008 Dehornoy P., Dynnikov I., Rolfsen D., Wiest B. Math. Surveys Monogr., 148, Amer. Math. Soc Providence, RI, ISBN 978-0-8218-4431-1, 333 с.
- 2005 Сборник задач по аналитической геометрии и линейной алгебре Алания Л.А., Гусейн-Заде С.М., Дынников И.А., Мануйлов В.М., Миллионщиков Д.В., Мищенко А.С., Морозова Е.А., Панов Т.Е., Постников М.М., Скляренко Е.Г., Смирнов Ю.М., Троицкий Е.В. Логос Москва, ISBN 5-94010-375-8, 376 с.
- 2002 Why are braids orderable? Dehornoy P., Dynnikov I., Rolfsen D., Wiest B. место издания Panor. Syntheses, 14, Société Mathématique de France Paris, ISBN 2-85629-135-X, 204 с.
- 2000 Сборник задач по аналитической геометрии и линейной алгебре. Алания Л.А., Гусейн-Заде С.М., Дынников И.А., Мануйлов В.М., Миллионщиков Д.В., Мищенко А.С., Морозова Е.А., Панов Т.Е., Постников М.М., Скляренко Е.Г., Смирнов Ю.М., Троицкий Е.В. место издания Физматлит Москва, ISBN 5-94052-002-2, 336 с.